# Der Absturz
Der Absturz ist ein deutscher Stummfilm von 1923 mit Asta Nielsen in der Hauptrolle.

## Handlung
Kaja Falk ist eine gefeierte und verehrte Künstlerin mittleren Alters, die jedoch schon so einiges in ihrem Leben durchlebt hat. Der Mann, der sie liebt, muss für einen Mord, den sie begangen haben soll, büßen. Er stellt sich der Strafe und geht für zehn Jahre hinter Gittern. In Dankbarkeit verspricht sie ihrem Geliebten, ihm die gesamte Zeit treu zu bleiben und auf ihn zu warten, bis er wieder freikommt. Jede Nacht träumt er nun von ihr, und in seinen Träumen bleibt sie für immer jung, die begehrenswerte Frau, deretwegen er die Gefängnisstrafe auf sich nahm. 
Doch das Jahrzehnt während seiner Abwesenheit war nicht gut zu Kaja. Als er endlich wieder in Freiheit ist, haben Krankheit und der Zahn der Zeit Kaja kräftig altern lassen. Der Entlassene steht vor dem Gefängnistor und wartet auf seine Kaja, die aber offensichtlich nicht gekommen ist. Er geht an ihr vorbei, denn er erkennt in der alten und verhärmten Frau, die ihn abholen wollte, nicht mehr seine große Liebe, die er zuletzt vor zehn Jahren sah. Geschockt und in tiefer Trauer bricht die Übersehene in sich zusammen.

## Produktionsnotizen
Der Absturz, versehen mit dem Untertitel Ein Drama aus dem Künstlerleben, passierte die Filmzensur am 21. Oktober 1922, erhielt Jugendverbot und wurde im März 1923 in Düsseldorf uraufgeführt. Die Berliner Premiere fand zwei Monate später im Marmorhaus statt. Der Sechsakter war 2421 Meter lang.
Fritz Seyffert und Heinrich Beisenherz zeichneten für die Filmbauten verantwortlich. Die sonst eher auf Theaterkostüme spezialisierte Firma belieferte diesen Film ebenfalls mit Kostümen. Der Schauspieler Max Maximilian assistierte hier dem Regisseur Ludwig Wolff.
Der 21-jährige Georg Krause erhielt hier die erste Namensnennung als Co-Chefkameramann unter der Führung seines alten Lehrers Axel Graatkjær.

## Kritik
Béla Balázs zeigte sich bei Ansicht von Der Absturz im Frühling 1923 ungemein fasziniert von Asta Nielsens mimischer Wandlungsstärke. Er schrieb: Nielsens Gesicht werde „zu einer dramatischen Bühne, die aus den Fugen geht vor den auf ihr tobenden Leidenschaften. […] Und jetzt kommen über hundert Meter Großaufnahmen von Asta Nielsens Gesicht! Ein bebendes Hoffen, tödlicher Schreck, Augen, die um Hilfe schreien, daß es einem in den Ohren gellt, dann stürzen die Tränen – sichtbar, wirklich – über die mageren Wangen, die jetzt plötzlich, vor unseren Augen, ganz verwelken, und wir sehen eine Seele sterben.“